# Tòa nhà Khoa Kiến trúc của Đại học Công nghệ Slovakia
Tòa nhà Khoa Kiến trúc của Đại học Công nghệ Slovakia  (tiếng Slovakia: Budova Fakulty architektúry Slovenskej technickej univerzity), còn gọi là tòa nhà FAD STU, tọa lạc ở số 19 Quảng trường Tự do, trong khu Phố cổ, thành phố Bratislava, Slovakia. Vào ngày 7 tháng 10 năm 1986, tòa nhà này được ghi danh vào Danh sách Di tích Trung ương theo quyết định của Bộ Văn hóa Cộng hòa Slovakia. Theo Nghị quyết của Chủ tịch Hội đồng Quốc gia Slovakia, tòa nhà được công nhận là di tích văn hóa quốc gia.

## Lịch sử
Tòa nhà Khoa Kiến trúc của Đại học Công nghệ Slovakia có thể được coi là một trong những tác phẩm đỉnh cao của kiến trúc sư Emil Belluš. Việc xây dựng tòa nhà diễn ra từ năm 1950 đến năm 1952. Tòa nhà được thiết kế chủ yếu cho việc đào tạo kiến trúc sư.

## Miêu tả
Công trình kiến trúc này có bố cục đa dạng về mặt bằng và chiều cao, kết cấu bê tông cốt thép nguyên khối chịu lực với các nhịp và tải trọng khác nhau. Phòng hội trường được xây dựng dọc toàn bộ chiều rộng của tòa nhà, cụ thể là rộng 15,60 mét và dài khoảng 17 mét.